# Лијеви Дубровчак
Лијеви Дубровчак је насељено место у саставу града Иванић-Града, у Загребачкој жупанији, Хрватска.

## Становништво
На попису становништва 2011. године, Лијеви Дубровчак је имао 351 становника.

## Попис1991.
На попису становништва 1991. године, насељено место Лијеви Дубровчак је имало 430 становника, следећег националног састава:
| Попис 1991.‍  | Попис 1991.‍  | Попис 1991.‍ | Попис 1991.‍ | Попис 1991.‍ |
| ------------ | ------------ | ----------- | ----------- | ----------- |
|              |              |             |             |             |
| Хрвати       | Хрвати       |             | 420         | 97,67%      |
| Југословени  | Југословени  |             | 4           | 0,93%       |
| Словенци     | Словенци     |             | 1           | 0,23%       |
| Срби         | Срби         |             | 1           | 0,23%       |
| неопредељени | неопредељени |             | 4           | 0,93%       |
| укупно: 430  |              |             |             |             |